# Саккари, Мария
Мари́я Са́ккари (греч. Μαρια Σακκαρη; род. 25 июля 1995, Афины) — греческая теннисистка; полуфиналистка двух турниров Большого шлема в одиночном разряде (Открытый чемпионат Франции, Открытый чемпионат США-2021); победительница двух турниров WTA в одиночном разряде; первая в истории греческая теннисистка, достигшая топ-10 женского одиночного рейтинга и дошедшая до четвертьфинала и полуфинала турнира Большого шлема в одиночном разряде.

## Общая информация
Мария — потомственная теннисистка: её мать — Ангелики Канеллопулу — в 1987 году входила в топ-50 одиночного рейтинга WTA и была заиграна за сборную Греции в Кубке Федерации. Отца зовут Константинос; есть брат — Яннис и сестра — Аманда.
Начала играть в теннис с родителями в шесть лет. Любимые покрытия Саккари — хард и грунт. Кумирами в мире тенниса называет Серену Уильямс, Рафаэля Надаля и Роджера Федерера.
Гречанка в 18 лет переехала в Барселону (Испания), где тренировалась в Теннисной академии Альберта Портаса и Хермана Пуэнтеса.

## Спортивная карьера

### Начало карьеры

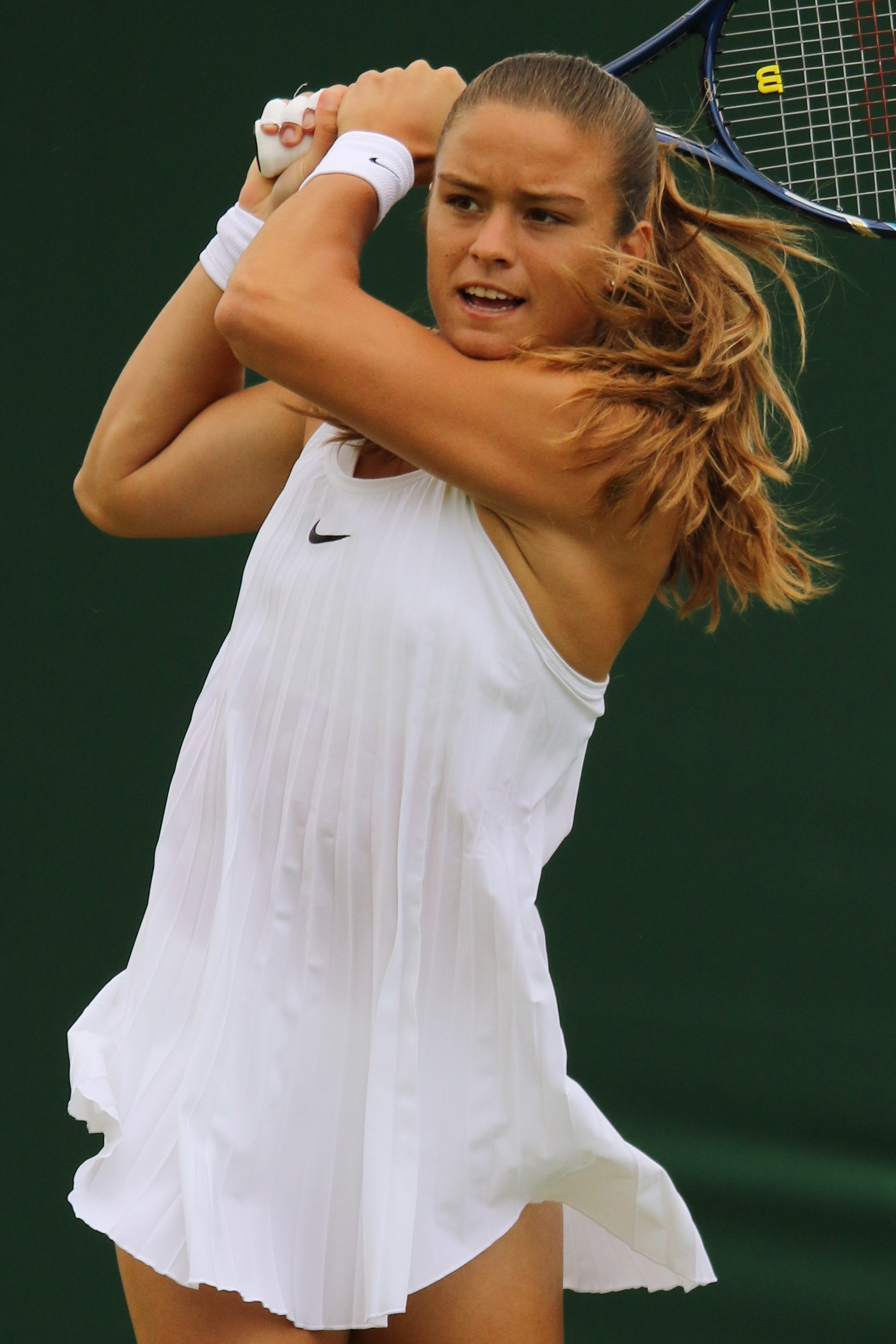
На Уимблдоне 2016 года

Первые выступления на взрослых турнирах в карьере Саккари состоялись в 2010 году на турнирах из цикла ITF. В 2011 году на родине в Греции она вышла в первый финал. В феврале 2012 года она сыграла первые матчи в составе сборной Греции в Кубке Федерации. Дебютный профессиональный титул она выиграла в апреле 2014 года на 10-тысячнике ITF в Греции. К концу сентября в активе Саккари было выиграно по четыре турнира в одиночном и парном разрядах на 10-тысячниках ITF. Весной 2015 года Саккари выиграла два 10-тысячника и первый 25-тысячник из цикла ITF (в Словении). В августе Саккари с первой попытки смогла выиграть квалификационный отбор на турнир серии Большого шлема, сыграв на Открытом чемпионате США. В первом матче на высоком уровне она проиграла китаянке Ван Цян. В ноябре удалось выиграть 75-тысячник ITF в парном разряде в команде с Чаглой Бююкакчай.
В 2016 году Саккари смогла выйти на новый уровень. В январе через квалификационный отбор удалось попасть на Открытый чемпионат Австралии, где её результатом стал выход во второй раунд. В апреле на турнире в Стамбуле она, также начав с квалификации, доиграла до первого четвертьфинала в WTA-туре. В мае и июне Саккари сыграла два финала на 50-тысячниках ITF во Франции и Венгрии. Затем она выиграла три раунда отбора на Уимблдонский турнир, где прошла в итоге во второй раунд и сыграла против Винус Уильямс, уступив ей в трёх сетах. После Уимблдона она впервые вошла в топ-100 одиночного рейтинга. Концовка сезона прошла без сильных успехов, однако Саккари смогла сохранить место в первой сотне по итогам года, заняв 89-е место.
В 2017 году Саккари продолжила улучшать результаты. На Открытом чемпионате Австралии она впервые доиграла до третьего раунда Большого шлема. В июне она смогла выйти в 1/4 финала на травяном турнире в Ноттингеме. На Уимблдоне она второй раз в сезоне смогла выйти в третий раунд в серии Большого шлема. На Открытом чемпионате США Мария также доиграла до третьего раунда, а в конце сентября смогла оформить лучший результат в сезоне. На турнире в Ухане, который имел статус Премьер 5 Саккари с учётом квалификации выиграла шесть матчей подряд и вышла в полуфинал. Во втором раунде была одержана первая победа над действующей теннисисткой из топ-10, когда получилось переиграть № 6 в мире Каролину Возняцки (7-5, 6-3). В борьбе за выход в финал Мария проиграла Каролин Гарсии из Франции, а по итогу турнира смогла подняться с 80-го на 50-е место мирового рейтинга.

### 2018—2020 (первый титул WTA и топ-20)

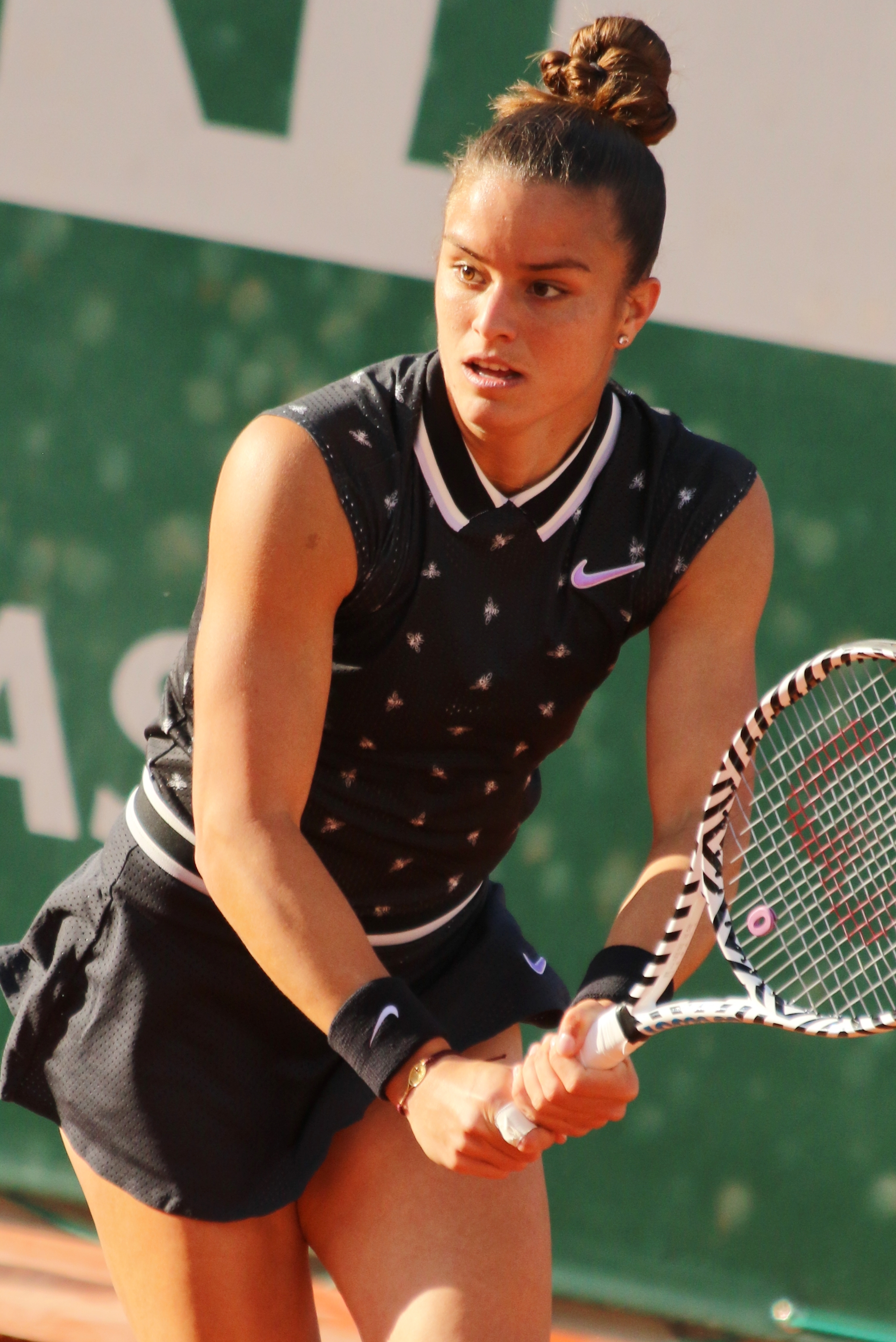
На Ролан Гаррос 2019 года

Открытый чемпионат Австралии 2018 года для Саккари завершился на стадии первого круга матчем с Катериной Синяковой — 2:6, 7:6, 4:6. В марте прошла в четвёртый раунд крупного турнира в Индиан-Уэлсе, где уступила японке Наоми Осаке. Апрель принёс Марии полуфинал турнира на грунте в Стамбуле (Турция), в котором она уступила Полоне Херцог из Словении. В мае во втором раунде Премьер-турнира в Риме Саккари во втором раунде смогла нанести поражение № 5 в мире Каролине Плишковой (3-6, 6-3, 7-5), но в третьем раунде проиграла бывшей первой ракетки мира Анжелике Кербер. Открытый чемпионат Франции до 2018 года оставался единственным турниром Большого шлема, где Мария не выигрывала матчи в основной сетке и в том сезоне ей удалось пройти на Ролан Гаррос до третьего раунда. В начале августа Саккари смогла выйти в первый в карьере финал WTA-тура — на турнире в Сан-Хосе (США), где она разгромно проиграла румынке Михаэле Бузарнеску — 1-6, 0-6. Осенью удалось отметиться одним полуфиналом на турнире в Сеуле.
На Открытом чемпионате Австралии 2019 года Саккари вышла в третий раунд. В апреле на турнире в Чарлстоне (США) дошла до четвертьфинала, в третьем раунде № 6 в мире Кики Бертенс (7-6, 6-3), а затем проиграла будущей финалистке, теннисистке из Дании Каролин Возняцки в двух сетах с одинаковым счётом 6-2, 6-2. В начале мая Мария смогла выиграть дебютный титул в WTA-туре, став чемпионкой турнира в Рабате, где в финале обыграла теннисистку из Великобритании Йоханну Конту со счётом 2-6, 6-4, 6-1. Хорошего результата удалось добиться на Премьер-турнире в Риме, где Саккари была вынуждена начать с квалификации и вышла по итогу в полуфинал, выдав серию из шести побед подряд. Среди тех кого она победила были Анастасия Павлюченкова, Анетт Контавейт, № 5 в мире Петра Квитова (7-5, 5-7, 4-0 — отказ), а также Кристина Младенович. В финальный матч её не пропустила Каролина Плишкова (4-6, 4-6). Однако далее на Ролан Гаррос Саккари не смогла обыграть во втором раунде Катерину Синякову из Чехии.
В июне 2019 года на траве в Ноттингеме Саккари вышла в четвертьфинал, а в июле на Уимблдоне доиграла до третьего раунда. В августе обыграла в 1/4 финала турнира в Сан-Хосе № 7 в мире Элину Свитолину, которой недавно проиграла на Уимблдоне и вышла в полуфинал. На турнире серии Премьер 5 в Цинциннати были обыграны две теннисистки из топ-10 (Петра Квитова и Арина Соболенко), после чего в четвертьфинале она проиграла в трёх сетах второй ракетке мира Эшли Барти. На Открытом чемпионате США в третьем раунде она вновь проиграла Эшли Барти, на этот раз в двух сетах. В конце сезона Саккари сыграла на младшем итоговом турнире — Трофей элиты WTA, где проиграла оба матча в группе. Сезон 2019 года завершила в статусе № 23 в мире.
На Открытом чемпионате Австралии 2020 года Саккари впервые в карьере дошла до четвёртого круга Большого шлема, где проиграла Петре Квитовой. В феврале на зальном турнире в Санкт-Петербурге удалось выйти в полуфинал после выигрыша у № 5 в мире Белинды Бенчич (2-6, 6-4, 6-3). Ещё через неделю после этого Саккари впервые стала тенниситкой уровня топ-20 в мировом рейтинге. После перерыва в сезоне, в августе на, перенесенном из-за пандемии турнире в Нью-Йорк из Цинциннати вышла в четвертьфинал, переиграв в третьем раунде Серену Уильямс — 5-7, 7-6(5), 6-1. Соперницы встретились вновь на Открытом чемпионате США в четвёртом раунде, где на этот раз сильнее оказалась Уильямс и Саккари проиграла со счётом 3-6, 7-6(6), 3-6. Перенесенный на осень Открытый чемпионат Франции завершился для Саккари в третьем раунде. На последнем для себя в сезоне турнире в Остраве смогла обыграть № 5 в мире Элину Свитолину и выйти в полуфинал, Финишировала в 2020 году на 22-й позиции рейтинга.

### 2021—2022 (полуфиналы во Франции и США, № 3 в мире)

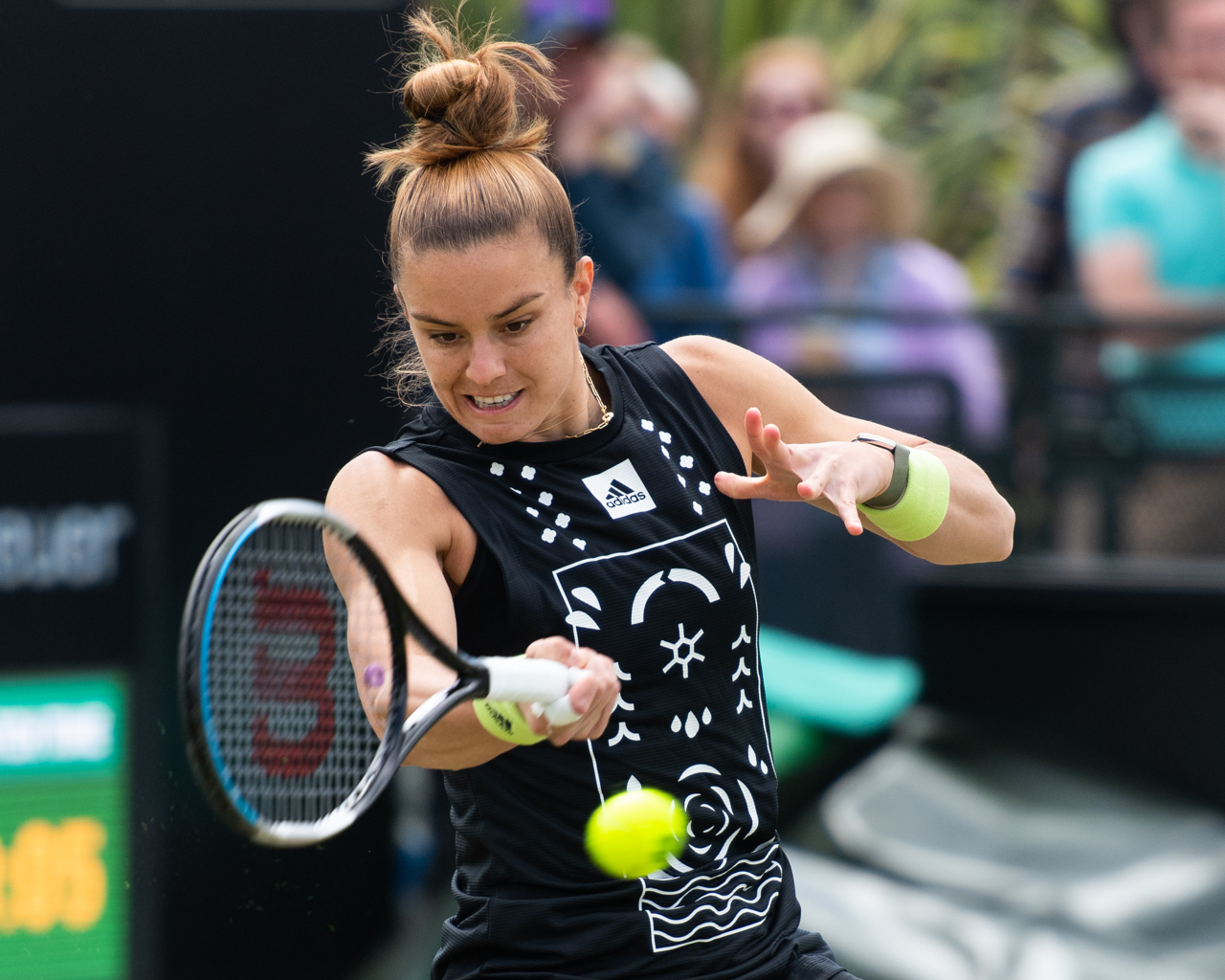
На турнире в Ноттингеме 2022 года

В начале января 2021 года Мария вышла в полуфинал турнира WTA-500 в Абу-Даби, обыграв в 1/4 финала № 4 в мире Софию Кенин и уступив дорогу в финал белорусской спортсменке Арине Соболенко (№ 10). Затем она вышла в полуфинал турнира в Мельбурне, а на Открытом чемпионате Австралии уступила уже в первом раунде Кристине Младенович из Франции. В марте вышла в четвертьфинал в Дохе, а затем проявила себя на крупном соревновании в Майами, пройдя в полуфинал. В 1/4 Саккари в двух сетах переиграла вторую ракетку мира Наоми Осаку (6-0, 6-4), а в матче за финал в борьбе проиграла Бьянке Андрееску (6-7, 6-3, 6-7). Это достижение позволило вернуться в топ-20. На Открытом чемпионате Франции Саккари смогла впервые в карьере выйти в полуфинал в серии Большого шлема. В четвёртом раунде была обыграна пятая в мире София Кенин (6-1, 6-3). В 1/4 она нанесла поражение действующей чемпионке Ролан Гаррос Иге Свёнтек (6-4, 6-4). Саккари остановилась в шаге от выхода в финал, имея матчбол в матче с Барборой Крейчиковой, однако упустила шанс и проиграла за 3 часа 19 минут со счётом 5-7, 6-4, 7-9.
На Уимблдоне 2021 года Саккари проиграла во втором раунде Шелби Роджерс. Летом она выступила на Олимпийском турнире в Токио, на котором доиграла до третьего раунда, но дальше её не пустила Элина Свитолина. На Открытом чемпионате США вновь удалось себя проявить. В третьем раунде она прошла опытную Петру Квитову (6-4, 6-3). В четвёртом раунде в сложном матче обыграла № 7 в мире Бьянку Андрееску (6-7, 7-6, 6-3), а в четвертьфинале № 4 Каролину Плишкову (6-4, 6-4). Во втором полуфинале Большого шлема в сезоне Мария встречалась с главной сенсацией того турнира Эммой Радукану и проиграла со счётом 1-6, 4-6. В сентябре она вновь обыграла Свёнтек в полуфинале турнира в Остраве, а затем в финале проиграла Анетт Контавейт. После турнира греческая теннисистка впервые в карьере вошла в первую десятку одиночного женского рейтинга. В октябре удалось попасть в полуфинал турнира в Москве. Находясь в рейтинге на 7-м месте Саккари впервые квалифицировалась на Итоговый турнир WTA. В своей группе в третий раз в сезоне обыграла Игу Свёнтек, затем проиграла Пауле Бадоса и выиграла в трёх сетах у Арины Соболенко, оформив выход в полуфинал со второго места. Она проиграла Анетт Контавейт в трёх сетах и не попала в финал. Сезон завершила шестой ракеткой мира.
На Открытом чемпионате Австралии 2022 года Саккари вышла в четвёртый раунд, в котором её обыграла Джессика Пегула из США. В феврале она вышла в финал турнира в Санкт-Петербурге, проиграв титул Анетт Контавейт из Эстонии. На турнире WTA 1000 в Дохе ей удалось, обыграв трёх американок в том числе Пегулу, выйти в полуфинал, в котором проиграла Свёнтек из Польши. В марте Саккари вышла в свой самый крупный финала в карьере на представительном турнире в Индиан-Уэлсе. В титульном матче она сыграла против Иги Свёнтек и уступила со счётом 4-6, 1-6. После этого выступления Мария на одну неделю смогла стать третьей ракеткой мира. В грунтом отрезке сезона Саккари только один раз вышла в четвертьфинал на турнире в Риме, а Ролан Гаррос завершился уже во втором раунде.
В июне 2022 года на траве она вышла в четвертьфинал в Ноттингеме и полуфинал в Берлине, а в июле на Уимблдоне не смогла преодолеть третий раунд, однако вернулась на третью строчку рейтинга. Это высокое место она потеряла после Открытого чемпионата США, где выбыла во втором раунде и опустилась на шестое место. В октябре удалось выйти в финал турнира в Парме, где проиграла Маяр Шериф из Египта. На турнире WTA 1000 в Гвадалахаре вышла в финал, в котором проиграла Джессике Пегула (2-6, 3-6). На Итоговом турнире получилось взять реванш у Пегулы со счётом 7-6, 7-6. Затем были обыграны Арина Соболенко (6-2, 6-4) и Онс Жабёр (6-2, 6-3). Выйдя из группы с первого места она попала в полуфинале на Каролин Гарсию и проиграла со счётом 3-6, 2-6. Второй год подряд Саккари стала шестой в итоговом рейтинге.

### 2023 год
В 2023 году Саккари стартовала с Открытого чемпионата Австралии, где завершила свой путь в третьем раунде. В феврале она вышла в полуфинал зального турнира в Линце и Премьер-турнира в Дохе. В марте смогла дойти до полуфинала крупного турнира в Индиан-Уэлсе. В мае ещё один полуфинал на турнире высшей категории в Мадриде. В июне на траве в Берлине был также оформлен выход в полуфинал, а на Уимблдоне она проиграла в первом раунде Марте Костюк, хотя взяла первый сет со счётом 6-0. Американскую хардовую часть сезона Саккари начала с выхода в финал турнира в Вашингтоне после победы над № 4 в мире Джессикой Пегулой (6-3, 4-6, 6-2). В решающем матче она проиграла № 7 Кори Гауфф (2-6, 3-6). На Открытом чемпионате США потерпела неудачу, уступив в первом раунде Ребеке Масаровой. В сентябре Саккари смогла выиграть второй титул в карьере на турнире WTA 1000 в Гвадалахаре, где в финале была обыграна Кэролайн Доулхайд — 7-5, 6-3. Затем она вышла в полуфинал на турнире в Токио и четвертьфинал крупного соревнования в Пекине.

## Итоговое место в рейтинге WTA по годам
| Год  | Одиночный рейтинг | Парный рейтинг |
| 2024 | 32                |                |
| 2023 | 9                 | 1544           |
| 2022 | 6                 | 497            |
| 2021 | 6                 | 1 069          |
| 2020 | 22                | 194            |
| 2019 | 23                | 176            |
| 2018 | 41                | 909            |
| 2017 | 52                | 609            |
| 2016 | 89                | 370            |
| 2015 | 188               | 504            |
| 2014 | 301               | 492            |
| 2013 | 610               | 863            |
| 2012 | 627               |                |
| 2011 | 702               |                |

## Выступления на турнирах

### Финалы турнировWTAв одиночном разряде (10)

#### Победы (2)
| Легенда:                                   |
| ------------------------------------------ |
| Турниры Большого шлема (0)*                |
| Олимпиада (0)                              |
| Итоговый турнир WTA (0)                    |
| Premier Mandatory / WTA 1000 Mandatory (0) |
| Premier 5 / WTA 1000 (1)                   |
| Premier / WTA 500 (0)                      |
| International / WTA 250 (1)                |

| Титулы по покрытиям | Титулы по месту проведения матчей турнира |
| ------------------- | ----------------------------------------- |
| Хард (1)*           | Зал (0)                                   |
| Грунт (1)           | Зал (0)                                   |
| Трава (0)           | Открытый воздух (2)                       |
| Ковёр (0)           | Открытый воздух (2)                       |

* количество побед в одиночном разряде.
| №  | Дата             | Турнир               | Покрытие | Соперница в финале | Счёт        |
| 1. | 4 мая 2019       | Рабат, Марокко       | Грунт    | Йоханна Конта      | 2-6 6-4 6-1 |
| 2. | 23 сентября 2023 | Гвадалахара, Мексика | Хард     | Кэролайн Доулхайд  | 7-5 6-3     |

#### Поражения (8)
| №  | Дата             | Турнир                  | Покрытие   | Соперница в финале | Счёт           |
| 1. | 5 августа 2018   | Сан-Хосе, США           | Хард       | Михаэла Бузарнеску | 1-6 0-6        |
| 2. | 26 сентября 2021 | Острава, Чехия          | Хард (зал) | Анетт Контавейт    | 2-6 5-7        |
| 3. | 13 февраля 2022  | Санкт-Петербург, Россия | Хард (зал) | Анетт Контавейт    | 7-5 6-7(4) 5-7 |
| 4. | 20 марта 2022    | Индиан-Уэлс, США        | Хард       | Ига Свёнтек        | 4-6 1-6        |
| 5. | 1 октября 2022   | Парма, Италия           | Грунт      | Майар Шериф        | 5-7 3-6        |
| 6. | 23 октября 2022  | Гвадалахара, Мексика    | Хард       | Джессика Пегула    | 2-6 3-6        |
| 7. | 6 августа 2023   | Вашингтон, США          | Хард       | Кори Гауфф         | 2-6 3-6        |
| 8. | 17 марта 2024    | Индиан-Уэлс, США (2)    | Хард       | Ига Свёнтек        | 4-6 0-6        |

### Финалы турнировITFв одиночном разряде (17)

#### Победы (7)
| Легенда:                    |
| --------------------------- |
| WTA 125 (0)*                |
| 100.000 USD (0)             |
| 80.000 (75.000)** USD (0+1) |
| 60.000 (50.000)** USD (0)   |
| 25.000 USD (1)              |
| 15.000 (10.000)** USD (6+4) |

** призовой фонд до 2017 года
| Титулы по покрытиям | Титулы по месту проведения матчей турнира |
| ------------------- | ----------------------------------------- |
| Хард (3+2)*         | Зал (0)                                   |
| Грунт (4+3)         | Зал (0)                                   |
| Трава (0)           | Открытый воздух (7+5)                     |
| Ковёр (0)           | Открытый воздух (7+5)                     |

* количество побед в одиночном разряде + количество побед в парном разряде.
| №  | Дата           | Турнир             | Покрытие | Соперница в финале       | Счёт        |
| 1. | 27 апреля 2014 | Ираклион, Греция   | Хард     | Деспина Папамихаил       | 6-1 1-6 6-3 |
| 2. | 17 мая 2014    | Бостад, Швеция     | Грунт    | Каролина Даниэльс        | 7-5 6-2     |
| 3. | 22 июня 2014   | Ниш, Сербия        | Грунт    | Деа Хердзелас            | 3-6 6-4 6-1 |
| 4. | 27 июля 2014   | Тампере, Финляндия | Грунт    | Анастасия Пивоварова     | 6-4 7-5     |
| 5. | 29 марта 2015  | Ираклион, Греция   | Хард     | Анастасия Комардина      | 6-4 6-3     |
| 6. | 5 апреля 2015  | Ираклион, Греция   | Хард     | Валентини Грамматикопулу | 6-2 6-2     |
| 7. | 31 мая 2015    | Марибор, Словения  | Грунт    | Ребекка Петерсон         | 3-6 6-2 6-2 |

#### Поражения (10)
| №   | Дата             | Турнир                 | Покрытие | Соперница в финале | Счёт           |
| 1.  | 24 сентября 2011 | Афины, Греция          | Грунт    | Дениз Хазанюк      | 6-1 3-6 3-6    |
| 2.  | 9 сентября 2012  | Анталья, Турция        | Хард     | Ана Богдан         | 3-6 2-6        |
| 3.  | 14 сентября 2013 | Митилини, Греция       | Хард     | Клартье Либенс     | 2-6 1-6        |
| 4.  | 29 сентября 2013 | Марафон, Греция        | Хард     | Аминат Кушхова     | 0-6 5-7        |
| 5.  | 20 апреля 2014   | Ираклион, Греция       | Хард     | Пернилла Мендесова | 2-6 2-6        |
| 6.  | 10 мая 2014      | Бостад, Швеция         | Грунт    | Конни Перрен       | 5-7 1-6        |
| 7.  | 6 июля 2014      | Торунь, Польша         | Грунт    | Барбора Крейчикова | 4-6 1-6        |
| 8.  | 3 августа 2014   | Савитайпале, Финляндия | Грунт    | Эмма Лайне         | 3-6 7-5 0-6    |
| 9.  | 15 мая 2016      | Сен-Годенс, Франция    | Грунт    | Ирина Хромачёва    | 6-1 6-7(3) 1-6 |
| 10. | 18 июня 2016     | Сегед, Венгрия         | Грунт    | Виктория Томова    | 6-4 0-6 4-6    |

### Финалы турнировITFв парном разряде (9)

#### Победы (5)
| №  | Дата             | Турнир             | Покрытие | Партнёрша            | Соперницы в финале                         | Счёт           |
| 1. | 10 мая 2014      | Бостад, Швеция     | Грунт    | Ким-Алице Грайдек    | Конни Перрен Деа Хердзелас                 | 7-5 6-4        |
| 2. | 22 июня 2014     | Ниш, Сербия        | Грунт    | Александра Нанкэрроу | Лина Джёрческа Марина Лазич                | 6-3 6-0        |
| 3. | 27 июля 2014     | Тампере, Финляндия | Грунт    | Александра Нанкэрроу | Эмма Лайне Анастасия Пивоварова            | 6-2 6-3        |
| 4. | 21 сентября 2014 | Мадрид, Испания    | Хард     | Инес Феррер Суарес   | Ивонн Кавалье Реймерс Лусия Сервера Васкес | 6-2 3-6 [11-9] |
| 5. | 14 ноября 2015   | Дубай, ОАЭ         | Хард     | Чагла Бююкакчай      | Элизе Мертенс Ипек Сойлу                   | 7-6(6) 6-4     |

#### Поражения (4)
| №  | Дата             | Турнир                 | Покрытие | Партнёрша            | Соперницы в финале                         | Счёт              |
| 1. | 29 сентября 2013 | Марафон, Греция        | Хард     | Ли Бэйцзи            | Керен Шломо Сарай Штеренбах                | 6-3 1-6 [8-10]    |
| 2. | 20 апреля 2014   | Ираклион, Греция       | Хард     | Деспина Папамихаил   | Валентини Грамматикопулу Натела Дзаламидзе | 7-6(6) 3-6 [5-10] |
| 3. | 3 августа 2014   | Савитайпале, Финляндия | Грунт    | Александра Нанкэрроу | Диана Боголий Эмма Лайне                   | 4-6 6-7(2)        |
| 4. | 9 августа 2015   | Бад-Заульгау, Германия | Грунт    | Деспина Папамихаил   | Диана Бузян Кристина Дину                  | 6-2 3-6 [8-10]    |

## История выступлений на турнирах
По состоянию на 17 марта 2025 года
Для того, чтобы предотвратить неразбериху и удваивание счета, информация в этой таблице корректируется только по окончании участия там данного игрока.
| Турнир                       | 2015  | 2016  | 2017          | 2018          | 2019          | 2020          | 2021          | 2022          | 2023          | 2024          | 2025          | Итог   | В/П за карьеру |
| ---------------------------- | ----- | ----- | ------------- | ------------- | ------------- | ------------- | ------------- | ------------- | ------------- | ------------- | ------------- | ------ | -------------- |
| Турниры Большого шлема       |       |       |               |               |               |               |               |               |               |               |               |        |                |
| Открытый чемпионат Австралии | -     | 2Р    | 3Р            | 1Р            | 3Р            | 4Р            | 1Р            | 4Р            | 3Р            | 2Р            | 1Р            | 0 / 10 | 14-10          |
| Открытый чемпионат Франции   | -     | К     | 1Р            | 3Р            | 2Р            | 3Р            | 1/2           | 2Р            | 1Р            | 1Р            |               | 0 / 8  | 11-8           |
| Уимблдонский турнир          | -     | 2Р    | 3Р            | 1Р            | 3Р            | НП            | 2Р            | 3Р            | 1Р            | 3Р            |               | 0 / 8  | 10-8           |
| Открытый чемпионат США       | 1Р    | 1Р    | 3Р            | 2Р            | 3Р            | 4Р            | 1/2           | 2Р            | 1Р            | 1Р            |               | 0 / 10 | 14-10          |
| Итог                         | 0 / 1 | 0 / 3 | 0 / 4         | 0 / 4         | 0 / 4         | 0 / 3         | 0 / 4         | 0 / 4         | 0 / 4         | 0 / 4         | 0 / 1         | 0 / 36 |                |
| В/П в сезоне                 | 0-1   | 2-3   | 6-4           | 3-4           | 7-4           | 8-3           | 11-4          | 7-4           | 2-4           | 3-4           | 0-1           |        | 49-36          |
| Олимпийские игры             |       |       |               |               |               |               |               |               |               |               |               |        |                |
| Летняя олимпиада             | НП    | -     | Не проводился | Не проводился | Не проводился | Не проводился | 3Р            | Не проводился | Не проводился | 3Р            | НП            | 0 / 2  | 4-2            |
| Итоговые турниры             |       |       |               |               |               |               |               |               |               |               |               |        |                |
| Итоговый турнир WTA          | -     | -     | -             | -             | -             | НП            | 1/2           | 1/2           | Группа        | -             |               | 0 / 3  | 5-6            |
| Трофей элиты WTA             | -     | -     | -             | -             | Группа        | Не проводился | Не проводился | Не проводился | -             | Не проводился | Не проводился | 0 / 1  | 0-2            |

К — проигрыш в квалификационном турнире.